# Friedrich Hub
Friedrich Hub (* 26. Mai 1890 in Karlsruhe; † 6. November 1985 in Mannheim) war Lehrer und Heimatforscher. Er hat sich vor allem um die Erforschung der Geschichte von Ehrstädt und Schloss Neuhaus verdient gemacht, wofür er 1975 zum Ehrenbürger der Großen Kreisstadt Sinsheim ernannt wurde. In Ehrstädt, wo er auch begraben liegt, wurde eine Straße nach ihm benannt.

## Leben
Er wurde in Karlsruhe geboren. Einer seiner Vorfahren war im 18. Jahrhundert Hofbauer der Grafen von Degenfeld auf dem Eulenhof bei Ehrstädt. Friedrich Hub schlug eine Lehrerlaufbahn ein und war zuletzt als Oberstudienrat tätig. An der Goldschmiedeschule in Pforzheim, wo er ebenfalls unterrichtete, lernte er den Oberstudienrat Martin Stähle kennen, der aus Ehrstädt stammte und bereits eine Chronik des Ortes begonnen hatte. Nach Stähles Tod 1957 baten der Ehrstädter Bürgermeister Schneider und der Ortspfarrer Ertz Hub um die Fortführung der Chronik des ansonsten zuvor heimatgeschichtlich noch nicht behandelten Orts im Kraichgau. Hub verbrachte zehn Jahre mit der Sichtung aller erreichbaren Quellen und konnte 1967 seine 536 Seiten starke Schrift Ehrstädt und Schloß Neuhaus – Geschichte eines Kraichgaudorfes und seiner Ortsherrschaft nach alten Urkunden und Akten veröffentlichen. Auch ohne dort je gelebt zu haben, blieb er dem Kraichgauort zeitlebens freundschaftlich verbunden.
Hub verstarb 1985 im Alter von 95 Jahren in Mannheim, wo sein Sohn beruflich tätig war. Er und seine Frau wurden in Ehrstädt beigesetzt.

## Würdigung
Für seine Verdienste um die Erforschung der Geschichte von Ehrstädt, Schloss Neuhaus und der Ortsherrschaft sowie die Abschrift zahlreicher Urkunden wurde er 1975 zum Ehrenbürger von Sinsheim, wohin Ehrstädt 1971 eingemeindet worden war, ernannt. In Ehrstädt wurde außerdem eine Straße nach ihm benannt.